# M113 armored personnel carrier
M113 armored personnel carrier är ett amerikanskt banddrivet splitterskyddat trupptransportfordon, normalt beväpnad med en takplacerad tung kulspruta. Chassit har även använts som plattform för att utveckla fordon från andra stridsroller, till exempel luftvärnsfordon och pansarvärnsfordon. Stridsfordonet är designad av FMC Corporation.

## Historia

### Vietnamkriget
I april 1962 sattes M113 in i Vietnamkriget. M113 användes i många olika roller, främst i rekognoseringsuppdrag, men även i trupptransport. Den begränsade bepansringen hos fordonet visade sig dock vara bristfällig och fordonet var känslig mot minor.[källa behövs]

### Diverse konflikter
Sedan Vietnamkriget har fordonet använts i många andra konflikter, bland annat under Kosovokriget och Syriska inbördeskriget.

### Modern tid
M113 används än idag i stora mängder av bland andra: USA, Tyskland, Irak, Afghanistan och Israel.
USA har planerat att avveckla serien M113-fordon helt mot 2018.

## Grundvarianter

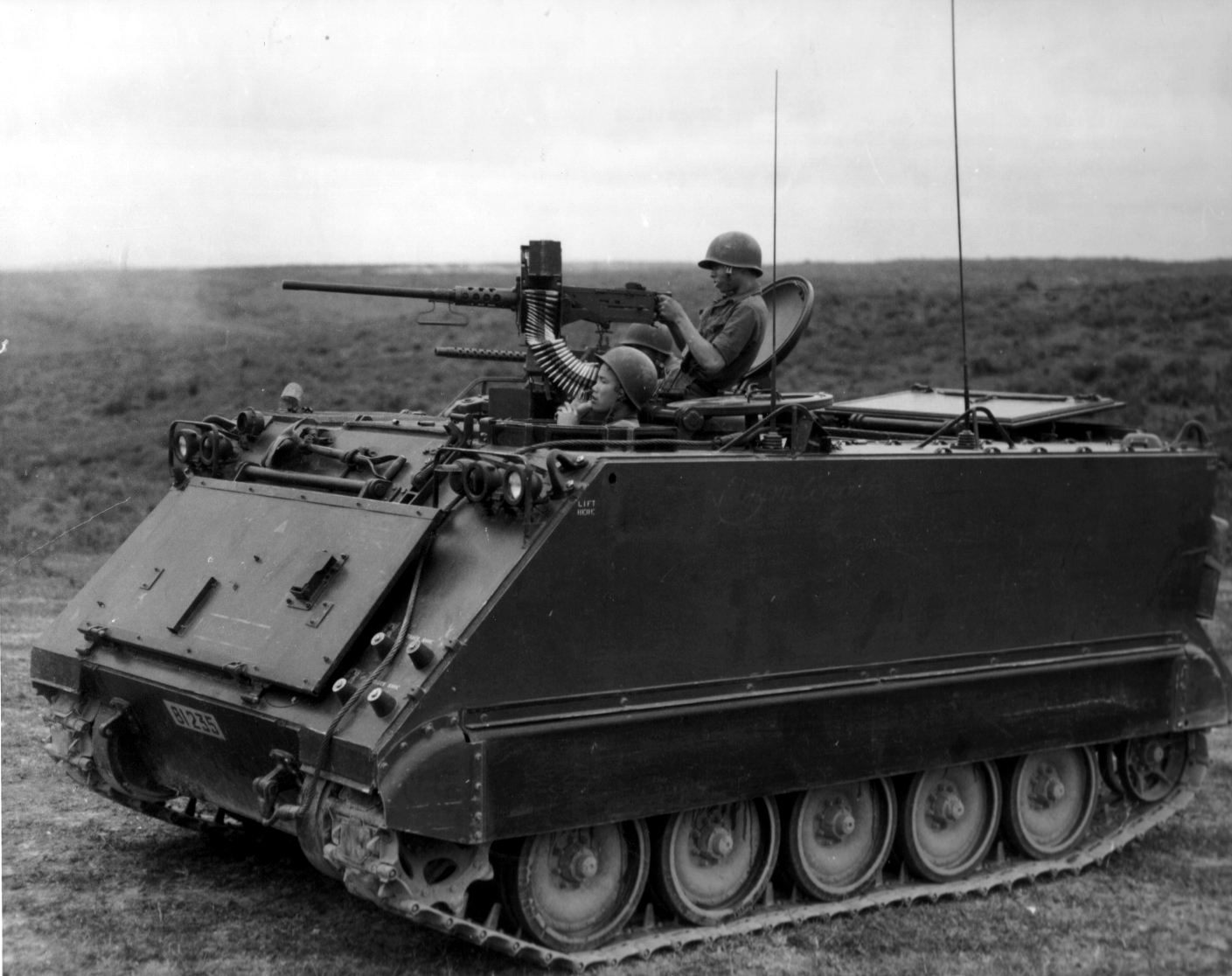
M113

M113 och dess undervarianter har i amerikansk tjänst uppdaterats ett flertal gånger med universella uppgraderingspaket. Dessa uppgraderingar ges suffix (A1,A2,A3, etc) vilket läggs bakom fordonens existerande beteckning Exempel: M113A1, M106A1, M163A1, etc.
Nedan redovisas uppgraderade M113 gentemot ursprungsversionen som typexempel. Viktökning gäller enbart M113.
- M113: Ursprunglig version. Pansarbandvagn med en 209 hk Chrysler 75M V8 bensinmotor.
- M113A1: Uppgraderad version från 1964. Ny 215 hk 6V-53 Detroit dieselmotor.
- M113A2: Uppgraderad version från 1979. Förbättrad motorkylning, starkare torsionsfjädring, nya stötdämpare, fyra extra rökkastare och externa pansrade bränsletankar till höger och vänster om bakdörren, vilket frigav 0,45 kubikmeter mer internt utrymme. Vikt ökade till 11,7 ton.
- M113A3: Uppgraderad version från 1987. Ratt istället för styrspakar, turboladdad 6V-53T Detroit dieselmotor, externa bränsletankar och internt splitterskydd.

## Undervarianter
M113-plattformen har använts för att utveckla flera andra typer av fordon än trupptransportfordon. Nedan redovisas diverse undervarianter efter deras generella roll.

### Spanings- och ledningsfordon

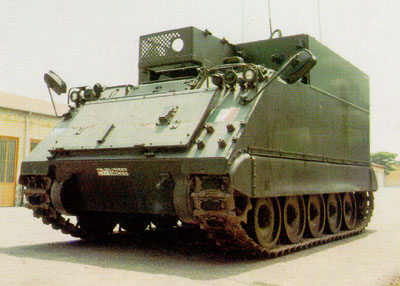
M577

- M58 Wolf: Spaningsbandvagn baserad på M113 försedd med rökgenerator för att kunna dölja egna förband från fienden genom en rökridå.
- M577: Ledningsbandvagn med högre transportutrymme, en extra bensindriven 24V-generator och extra kommunikationsutrustning. På bakpansaret finns möjlighet att fästa en tältutbyggnad som snabbt kan rullas ut och sättas upp när fordonet står still för att ge staben extra arbetsutrymme.
- M981 FISTV är en spanings- och eldledningsbandvagn baserad på M901. Den har samma Hammerhead-torn som M901, men i stället för robottuber har den en laser som kan användas både för avståndsmätning och styrning av laserstyrda vapen. Dessutom har M981 ett avancerat lokaliserings- och navigeringssystem baserat på både tröghetsnavigering och GPS. I USA:s armé har alla pansarkompanier och mekaniserade kompanier en M981 för ledning av indirekt eld medan brigadspaningskompanier har flera.

### Granatkastarfordon

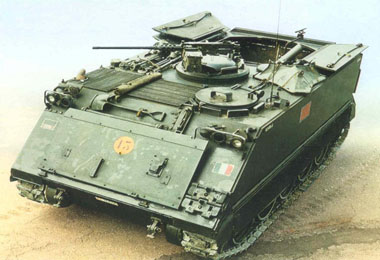
M106

- M106: Granatkastarbandvagn beväpnad med en 107 mm M30 granatkastare fast monterad i transportutrymmet och ammunitionsställ för 88 granater.
- M125: Granatkastarbandvagn likt M106, men med en 81 mm M29 granatkastare och ammunitionsställ för 114 granater.

### Eldsprutefordon
- M132: Eldsprutebandvagn beväpnad med en eldspruta som monterats parallellt med kulsprutan i tornet. Eldsprutan hade en räckvidd på 200 meter och kunde ge eld under 32 sekunder. Eldkastarens bränsletank var monterad i fordonets transportutrymme.[6]

### Pansarvärnsfordon

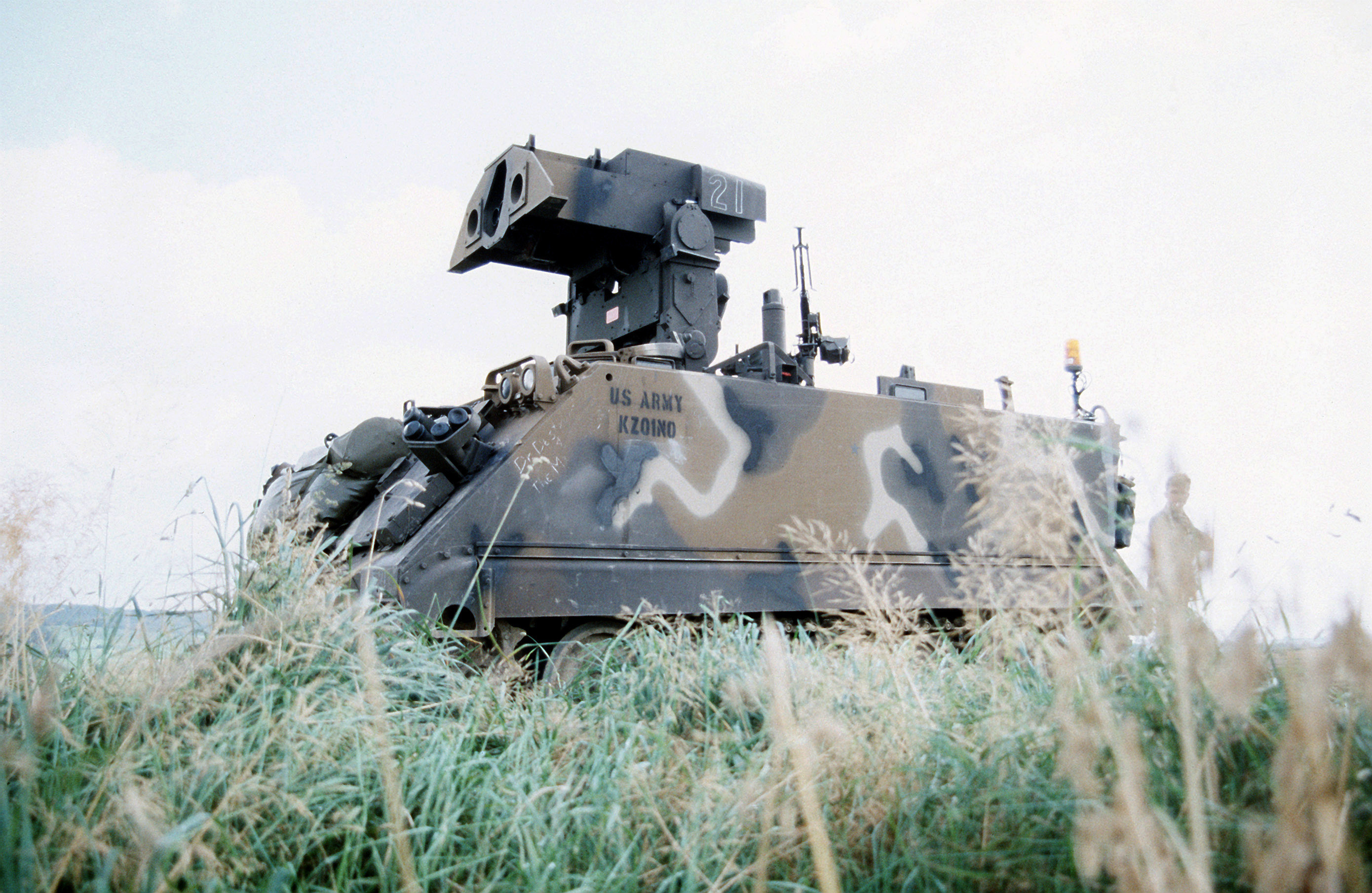
M901

- M150: Pansarvärnsrobotbandvagn beväpnad med BGM-71 TOW pansarvärnsrobot. Vagnen har en taklucka i transportutrymmet med en höj- och sänkbar lavett för en TOW-robot. Att robotskytten sitter oskyddad blev snabbt en uppenbar nackdel och M150 har därför ersatts av M901 ITV.
- M901 ITV (Improved TOW Vehicle): Pansarvärnsrobotbandvagn beväpnad med BGM-71 TOW. M901 är en vidareutveckling av M150 där den öppna lavetten har ersatts av ett bepansrat Hammerhead-torn med två robottuber och en AN/TAS-4 värmekamera. I nedfällt läge kan robottuberna laddas om inifrån transportutrymmet. I transportutrymmet finns ammunitionsställ för ytterligare tio robotar.

### Luftvärnsfordon

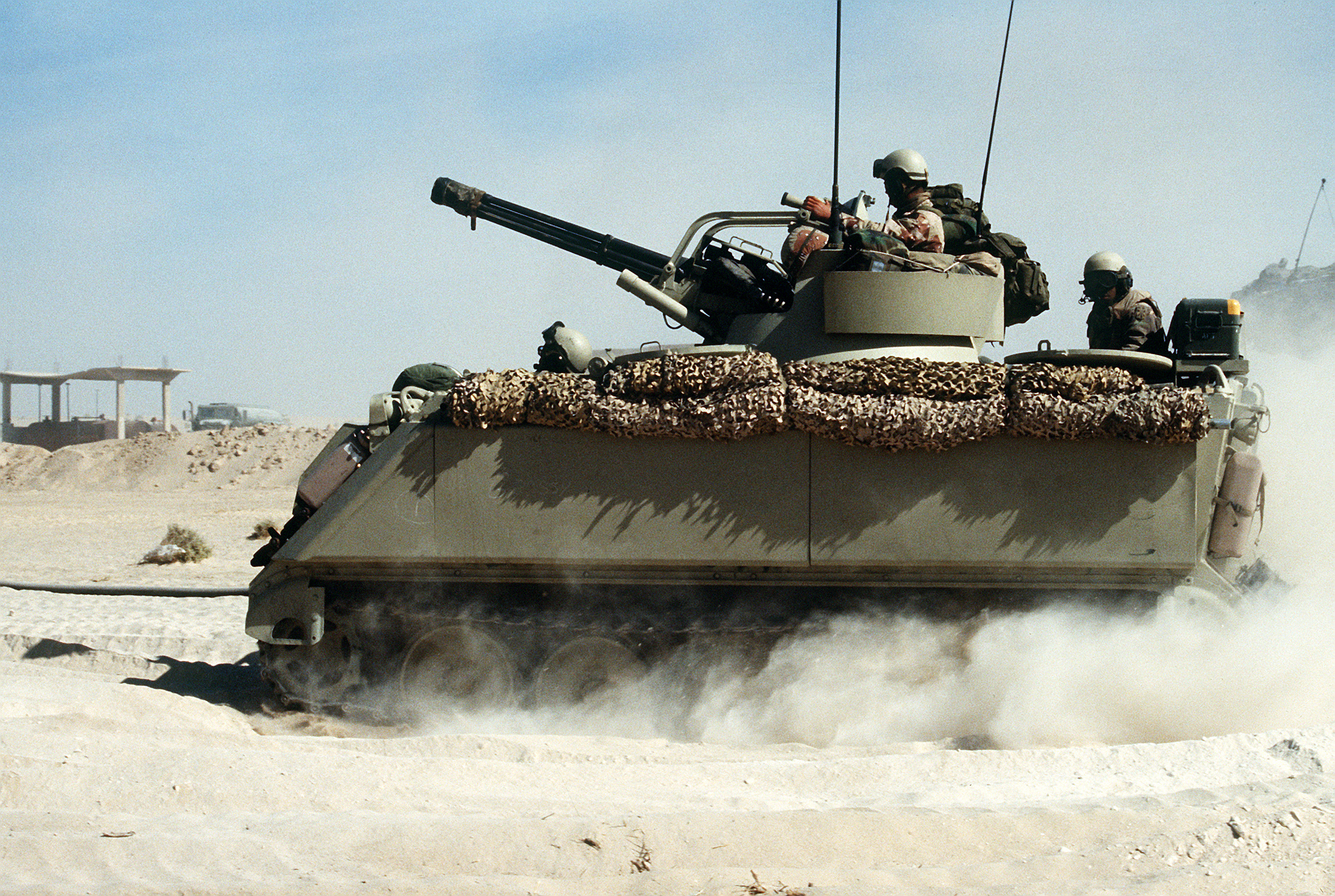
M163 VADS

- M48 Chaparral: Luftvärnsrobotbandvagn beväpnad med fyra stycken MIM-72 Sidewinder. Vagnen har ingen radar, men har en datalänk för att kunna ta emot måldata från en AN/MPQ-49 på ett annat fordon (oftast en Gama Goat).
- M163 VADS (Vulcan Air Defense System): Luftvärnskanonbandvagn beväpnad med en 20 mm M61 Vulcan gatlingkanon med 2 100 patroner. Vagnen har en enkel radar (AN/VPS-2) och ett elektrooptiskt M61-sikte.

### Fältarbetsfordon

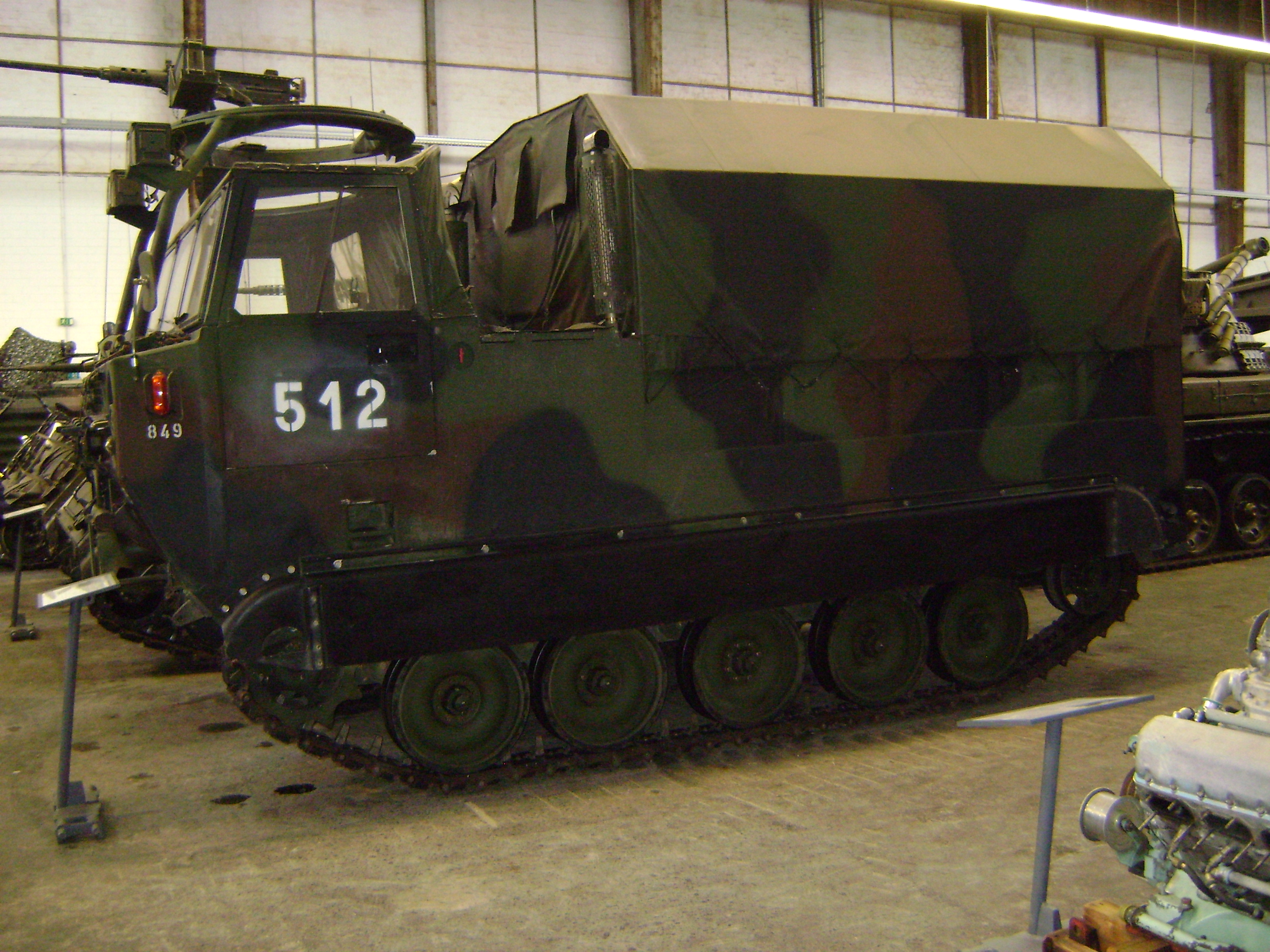
M548

- M548: Opansrad lastbandvagn. Föraren sitter på vänster sida i en konventionell förarhytt och ovanför passagerarsätet på höger sida finns en kulsprutekrans med en 12,7 mm M2 Browning. Bakom förarhytten finns ett lastflak med kapell. Flaket har störtbågar i vilka en telfer är monterad för att underlätta lastning och lossning. Lastförmågan är 6 ton.
- M579: Reparationsbandvagn med en kran monterad på vänster sida och taklucka i transportutrymmet.
- M806: Bärgningsbandvagn med jordankare och en kraftig vinsch i transportutrymmet.

## Krig
- Vietnamkriget
- Oktoberkriget
- Indo-pakistanska kriget 1965
- Indo-pakistanska kriget 1971
- Inbördeskriget i Libanon
- USA:s invasion av Panama
- Iran–Irak-kriget
- Kuwaitkriget
- Kosovokriget
- Afghanistankriget (2001–)
- Irakkriget
- Al-Aqsa-intifadan
- Libanonkriget 2006
- Gazakriget (2008–2009)
- Libyska inbördeskriget
- Gazakriget 2014
- Irakiska inbördeskriget
- Syriska inbördeskriget
- Rysslands invasion av Ukraina 2022